# 지구형 행성

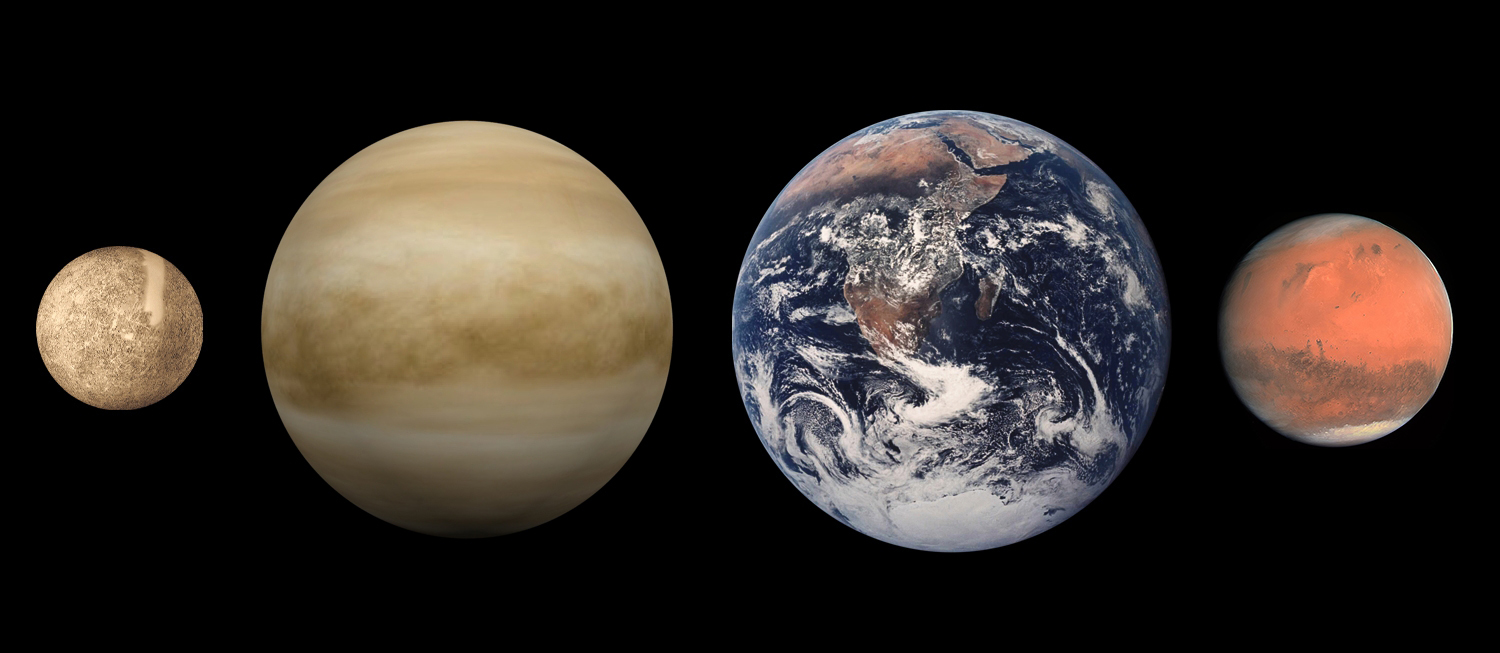
지구형 행성의 크기 비교. 차례대로 수성, 금성, 지구, 화성이다.

지구형 행성(地球型 行星, terrestrial planet)은 태양계에서 규산염 따위로 된 암석이나 금속 등 고체 상태의 물질을 주성분으로 하는 행성을 말한다. 수성, 금성, 지구, 화성이 이에 해당한다. 목성형 행성보다 안쪽 궤도에 있으며, 크기 또한 상대적으로 작다.

## 구조
지구형 행성은 철을 주성분으로 하는 핵을 규산염 성분의 맨틀이 감싸고 있다. 달 역시 비슷한 구조이나 철로 된 핵은 없다. 이오와 유로파 또한 지구형 행성과 유사한 외부 구조를 가진 항성이다. 지구형 행성들은 표면에 계곡, 충돌구, 산, 화산의 지형을 지닌다.(단 행성의 물과 지각 활동에 영향을 받는다)
지구형 행성의 대기는 초기 생성과정에서 미행성과의 충돌 및 내부 화산활동으로 인하여 생겨났는데, 이를 부대기(secondary atmosphere)로 일컫는다. 이는 원시태양계에 충만하던 가스구름으로부터 대기성분을 확보한 목성형 행성과는 구별된다. 후자를 원대기(primary atmosphere)로 일컫는다.
이론적으로 지구형 행성(또는 암석 행성)에는 두 가지 종류가 있다. 하나는 규산염질 행성이며, 다른 하나는 탄소질 행성이다. 탄소질 행성(또는 다이아몬드 행성)의 경우 그 조성은 C형 콘드라이트와 유사하리라 추측된다.

## 태양계의 지구형 행성
태양계에는 수성, 금성, 지구, 화성 4개의 지구형 행성이 있다. 태양계가 처음 생겨날 때 존재했던 수많은 미행성들은 서로 뭉쳤고 현재의 4개의 행성의 재료가 되었다. 생성 과정에서 살아남은 네 행성 중, 지구만이 물로 이뤄진 수권을 가지고 있다. 또한 암석질 왜행성인 세레스가 존재한다. 명왕성과 같은 왜행성들은 고체의 표면을 지닌다는 점에서 지구형 행성들과 유사하지만, 구성 성분이 얼음이라는 점에서 구별된다. 이 점에서 암석질 왜행성과 달리 얼음 왜행성이라고 부르기도 한다.

## 외계 지구형 행성

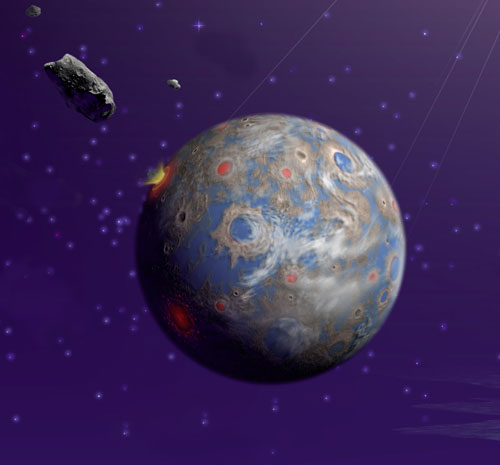
SIM 행성탐사 계획을 통해 이 상상화같은 지구 정도 크기의 행성들을 찾을 수 있을 것이다.

현재 발견된 외계행성들 중 대다수는 가스행성이다. 지구형 행성은 작은 질량으로 말미암아 관측을 통하여 그 존재를 유추하기가 가스행성보다 쉽지 않다. 그렇지만 현재 발견된 외계행성들 중 여럿은 지구형 행성으로 추측된다.
알렉산더 볼시찬은 펄사 PSR B1257+12를 도는 지구 질량의 0.02, 4.3, 3.9배의 천체를 발견했다. 펄사의 맥동 관측에서 약간의 변화를 감지했는데 여기서 행성의 존재를 알게 되었다. 이 행성들이 펄사의 주위를 돌지 않았다면 그 존재는 밝혀지지 않았을 것이다.
핵융합성(fusing star)의 주위를 도는 행성 중 가장 먼저 발견된 페가수스자리 51b의 경우, 많은 천문학자들은 항성의 가까운 곳(0.052AU)을 돌고 있다는 사실 때문에 이 행성이 거대한 지구형 행성일 것으로 추측하였다. 그러나 유사한 사례인 HD 209458 b의 지름을 측정한 결과 가스행성임이 밝혀졌고 이는 페가수스자리 51b도 마찬가지였다.

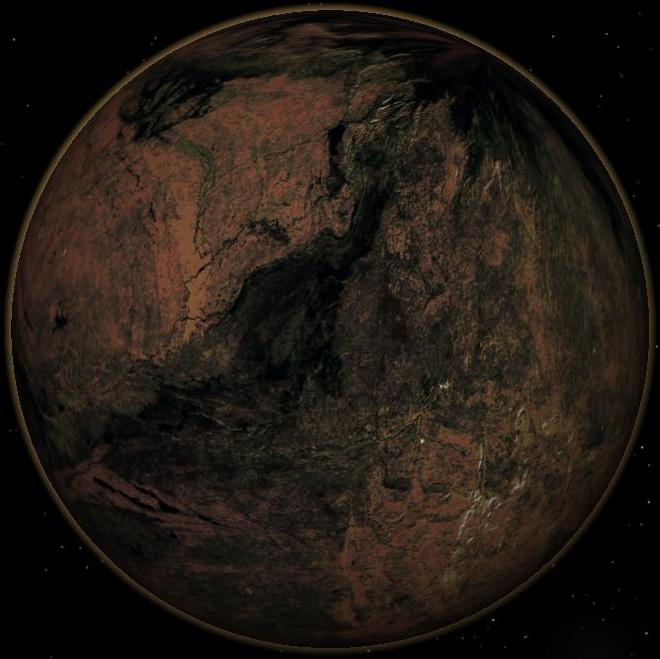
탄소 행성을 재구성한 상상화.

2005년 6월 13일, 지구에서 15광년 떨어진 적색왜성 글리제 876의 주위에서, 지구형 행성으로 추측되는 작은 질량의 행성(글리제 876d)이 발견되었다. 이 행성의 공전주기는 2일에 불과하며, 질량은 지구의 5~7배였다.
2005년 8월 10일, PLANET/RoboNet과 OGLE은 OGLE-2005-BLG-390Lb로 명명된 행성을 발견했다. 이 행성의 질량은 지구의 5.5배로, 약 21,000광년 떨어진 전갈자리의 한 항성 주위를 공전하고 있었다. 이 행성과 모항성의 거리는 대략 태양~소행성대 정도였다. 이 행성은 중력렌즈 관측법을 이용하여 발견되었으며, 이 방법을 통하여 모항성에서 상대적으로 멀리 떨어져 있으면서 지구 정도의 질량을 지닌 행성을 찾을 수 있게 되었다.
2007년 4월 4일, 11명의 유럽 과학자들로 구성된 관측팀은 태양계 밖에서 지구 정도의 온도를 지닐 것으로 추측되는 행성을 발견했다. 이 행성은 칠레의 라 실라(La Silla) 소재의 유럽 남방 천문대의 망원경을 통해 발견되었다. 이 행성은 적색왜성 글리제 581의 주위를 돌고 있었으며, 글리제 581c로 명명되었다. 질량은 지구의 약 5배로, 만약 규산염질 행성일 경우 지름은 지구의 1.5배로 추측되고, 얼음으로 이루어진 행성일 경우 지름은 좀 더 클 것이다.
2007년 4월 24일 스위스 제네바 연구소의 천문학자 스테판 우드리 팀은 생물권 내에 자리잡고 있어 액체 물이 표면에 존재할 수 있는 환경으로 보이는 행성을 발견했다.
이 행성은 칠레의 라 실라(La Silla) 소재의 유럽 남방 천문대의 망원경을 통해 발견되었다. 이 행성은 적색왜성 글리제 581의 주위를 돌고 있었으며, 글리제 581d로 명명되었다. 종전 이론으로는 글리제 581d가 생물권 바깥을 돌고 있다고 생각했다. 그러나 2009년 4월 21일 발표된 새로운 연구 결과에 따르면 d는 생물권 내를 공전하고 있는 것으로 확인되었다.

### 지구와 가장 비슷한 외계행성들
| 구분                                | 행성명        | 항성        | 비고                                                                                    |
| ----------------------------------- | ------------- | ----------- | --------------------------------------------------------------------------------------- |
| 지구질량과 가장 비슷한 천체         | PSR 1257+12 c | PSR 1257+12 | 3.9 M🜨                                                                                  |
| 긴반지름이 1AU에 근접한 천체        | HD 142 b      | HD 142      | 0.980 AU                                                                                |
| 긴반지름이 1AU에 근접한 천체        | HD 28185 b    | HD 28185    | 1.031 AU                                                                                |
| 긴반지름이 1AU에 근접한 천체        | HD 128311 b   | HD 128311   | 1.02 AU                                                                                 |
| 공전주기가 365일에 가까운 천체      | HD 142 b      | HD 142      | 337 일                                                                                  |
| 공전주기가 365일에 가까운 천체      | HD 92788 b    | HD 92788    | 378 일                                                                                  |
| 표면온도가 지구(300K)와 비슷한 천체 | 목동자리 뮤 e | 목동자리 뮤 | 308 K                                                                                   |
| 표면온도가 지구(300K)와 비슷한 천체 | 글리제 581c   | 글리제 581  | 290 K; 최초로 생물권 내에서 발견되었다고 간주되었으나, 그것을 부정한 논문이 발표되었다. |
| 표면온도가 지구(300K)와 비슷한 천체 | 글리제 581d   | 글리제 581  | 2009년 4월 21일 생물권 내를 공전하고 있음이 확인되었다.                                 |

## 같이 보기
- 뜨거운 목성
- 목성형 행성
- 명왕성형 천체
- 슈퍼지구
  - 글리제 581c
  - 글리제 876d
- 행성 거주 가능성(planet habitablity)
- 생명체 거주 가능 영역